# Вохчаберд
Вогджаберд (арм. Ողջաբերդ) — село в Котайкской области Армении. Расположено в 52 км к юго-западу от областного центра, на автотрассе Ереван-Гарни, на склоне гор Вохчаберд, известных своими пещерами.

## Экономика
Население занимается плодоводством и животноводством

## Галерея

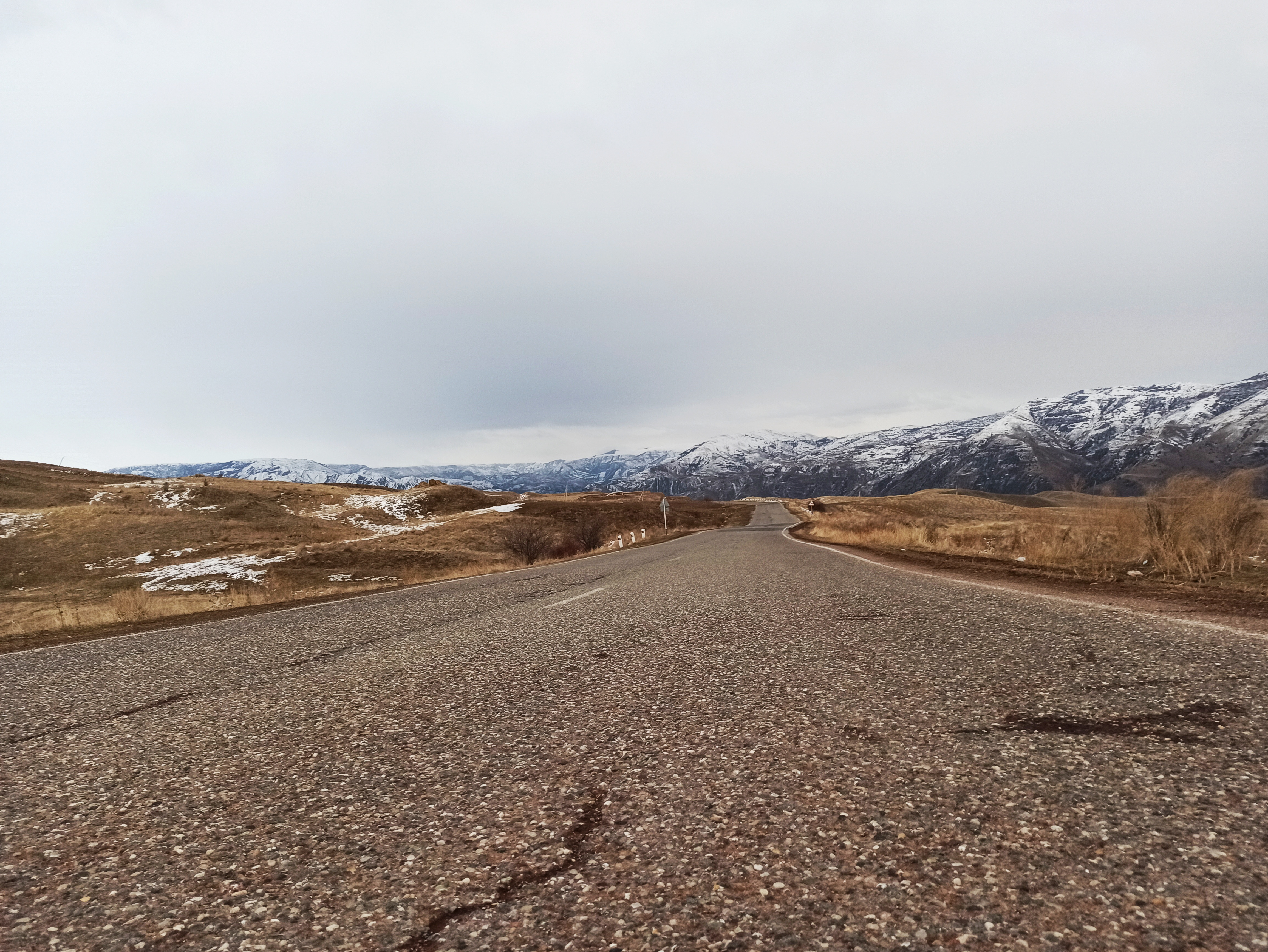
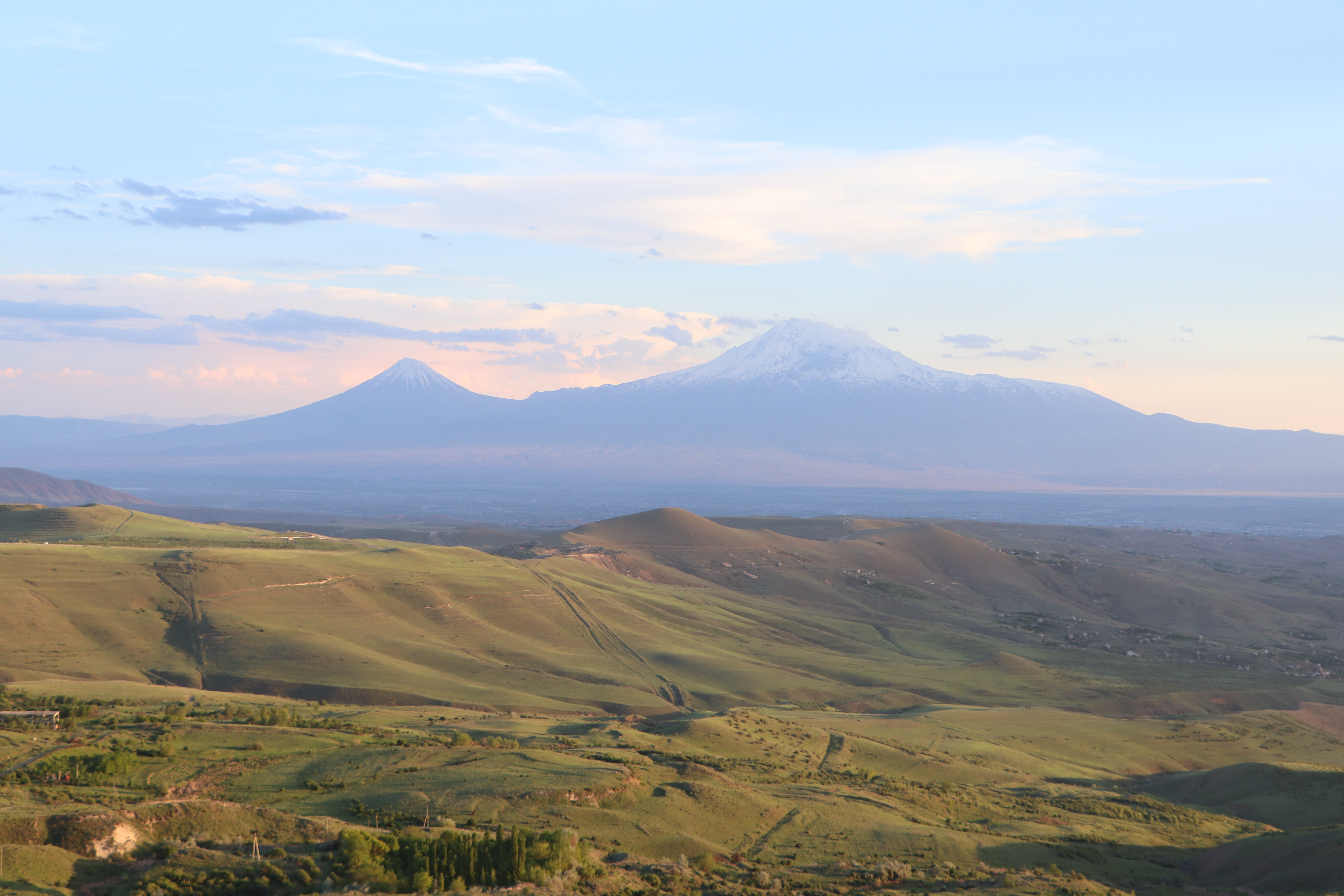
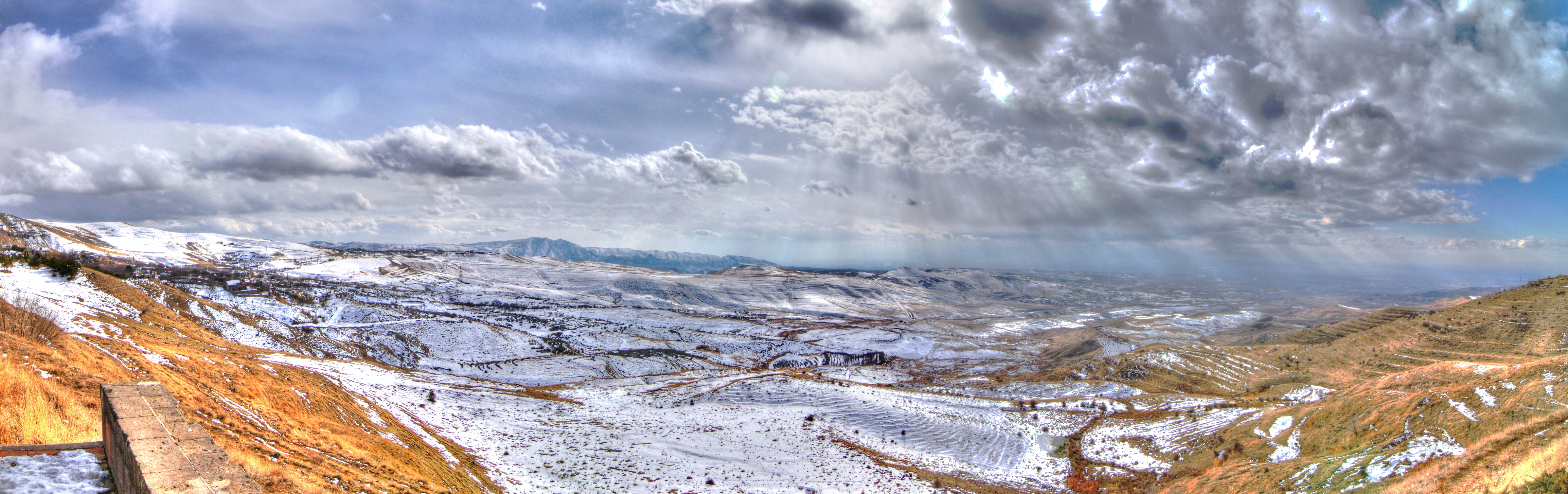
Вид с Арки Чаренца
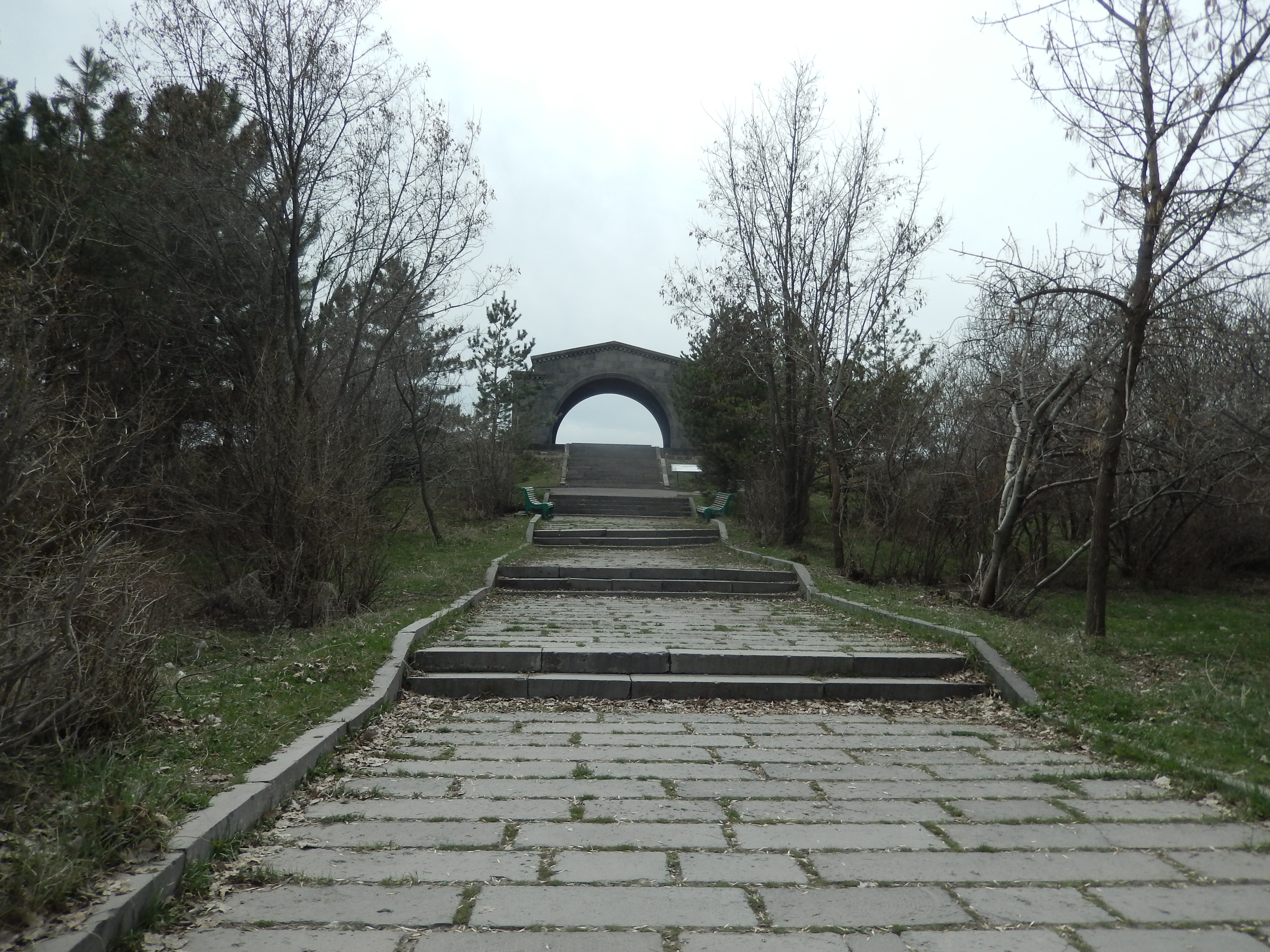
Арка Чаренца